# Бијекција
У математици, за функцију f из скупа X у скуп Y се каже да је бијективна ако за свако y из Y постоји тачно једно  из X, такво да је f(x) = y.
Другим речима, f је бијекција ако је уједно и 1-1 (инјекција) и на (сурјекција) између ова два скупа.
На пример, бијективна је функција „насл“, дефинисана на скупу целих бројева Z&nbsp;&rarr;&nbsp;Z, тако да сваки цео број x пресликава у цео број насл(x) = x + 1. Други пример може бити функција „збиразл“, која сваки пар реалних бројева (x,y) пресликава у пар збиразл(x,y) = (x&nbsp;+&nbsp;y, x&nbsp;&minus;&nbsp;y). 
Бијективна функција, или бијекција се такође назива и пермутацијом. Овај назив се углавном користи када је X = Y. Скуп свих бијекција из X у Y се означава као X{\displaystyle {}\leftrightarrow {}}.
Бијективне функције играју важну улогу у многим областима математике, на пример у дефиницији изоморфизма.

## Композиција и инверзија
Функција f је бијекција акко је њена инверзна функција  −1 функција (а не тек уопштена функција). У том случају, f −1 је такође бијекција.
Композиција  две бијекције {\displaystyle \;:\;} {\displaystyle {}\leftrightarrow {}} и {\displaystyle \;:\;} {\displaystyle {}\leftrightarrow {}} је бијекција. Инверз  је .
Са друге стране, ако је композиција  две функције бијекција, можемо у општем случају рећи само да је f инјекција, а g сурјекција.
Релација f из  у  је бијекција ако и само ако постоји друга релација g из Y у X, таква да је  идентитет на X, а  је идентитет на Y. Таква два скупа X и Y имају исту кардиналност.

## Бијекције и кардиналност
Ако су X и  коначни скупови, тада постоји бијекције између скупова X и Y акко X и Y имају исти број елемената. У ствари, у аксиоматској теорији скупова, ово се и узима као дефиниција „истог броја елемената“, и генерализација ове дефиниције за бесконачне скупове доводи до концепта кардиналних бројева, који су начин да се разликују величине бесконачних скупова.

## Примери и контрапримери
- За сваки скуп X, идентична функција  из X у X, дефинисана као , је бијекција.
- Функција f из скупа реалних бројева R у R дефинисана као f(x) = 2x + 1 је бијекција, јер за свако y постоји јединствено x = (y&nbsp;&minus;&nbsp;1)/2 такво да f(x) = y.
- Експоненцијална функција  {\displaystyle \rightarrow } R, са , није бијекција: на пример, не постоји x из R, таво да g(x) = &minus;1, што показује да g није сурјекција. Међутим, ако се кодомен промени у позитивне реалне бројеве R>0 =]0,+∞), тада  постаје бијекција; њен инверз је природни логаритам, ln.
- Функција  {\displaystyle \rightarrow } [0,+∞) дефинисана као h(x) = x² није бијекција: на пример, h(&minus;1) = h(+1) = 1, што показује да h није инјекција. Међутим, ако се њен домен промени у [0,+∞), тада  постаје бијекција; њен инверз постаје функција позитивног квадратног корена.
- {\displaystyle \mathbf {R} \to \mathbf {R} :x\mapsto (x-1)x(x+1)=x^{3}-x} није бијекција, јер −1, 0, и +1 који су сви у домену пресликава у 0.
- {\displaystyle \mathbf {R} \to [-1,1]:x\mapsto \sin(x)} није бијекција, јер и π/3 и 2π/3 који су у домену пресликава у (√3)/2.

## Својства
- Функција f из  у  је бијекција ако и само ако било која хоризонтална линија пресеца њен граф у тачно једној тачки.
- Ако је X скуп, онда бијективне функције скупа X на самог себе, заједно са операцијом композиције функција, граде групу, симетричну групу скупа X, која се означава S(X), , или X! (последње се чита "X факторијел"). Доказује се да је свака група G изоморфна некој подгрупи симетричне групе S(G).
- Ако је f бијекција, тада за сваки подскуп A домена и сваки подскуп B кодомена вреди  и .
- Ако су X и  коначни скупови исте кардиналности, и f:&nbsp;X&nbsp;→&nbsp;Y, тада су следећи искази еквивалентни:

1. је бијекција.
2. је сурјекција.
3. је инјекција.